# Cantone di Troyes-4
Il Cantone di Troyes-4 era una divisione amministrativa dell'arrondissement di Troyes.
A seguito della riforma approvata con decreto del 21 febbraio 2014, che ha avuto attuazione dopo le elezioni dipartimentali del 2015, è stato soppresso.
Contestualmente è stato istituito un nuovo cantone con lo stesso nome, ma con differente delimitazione.

## Composizione
Comprendeva parte della città di Troyes e del comune di La Chapelle-Saint-Luc, nonché i comuni di:
- Barberey-Saint-Sulpice
- Le Pavillon-Sainte-Julie
- Payns
- Saint-Lyé
- Villeloup